# Ángela Becerra

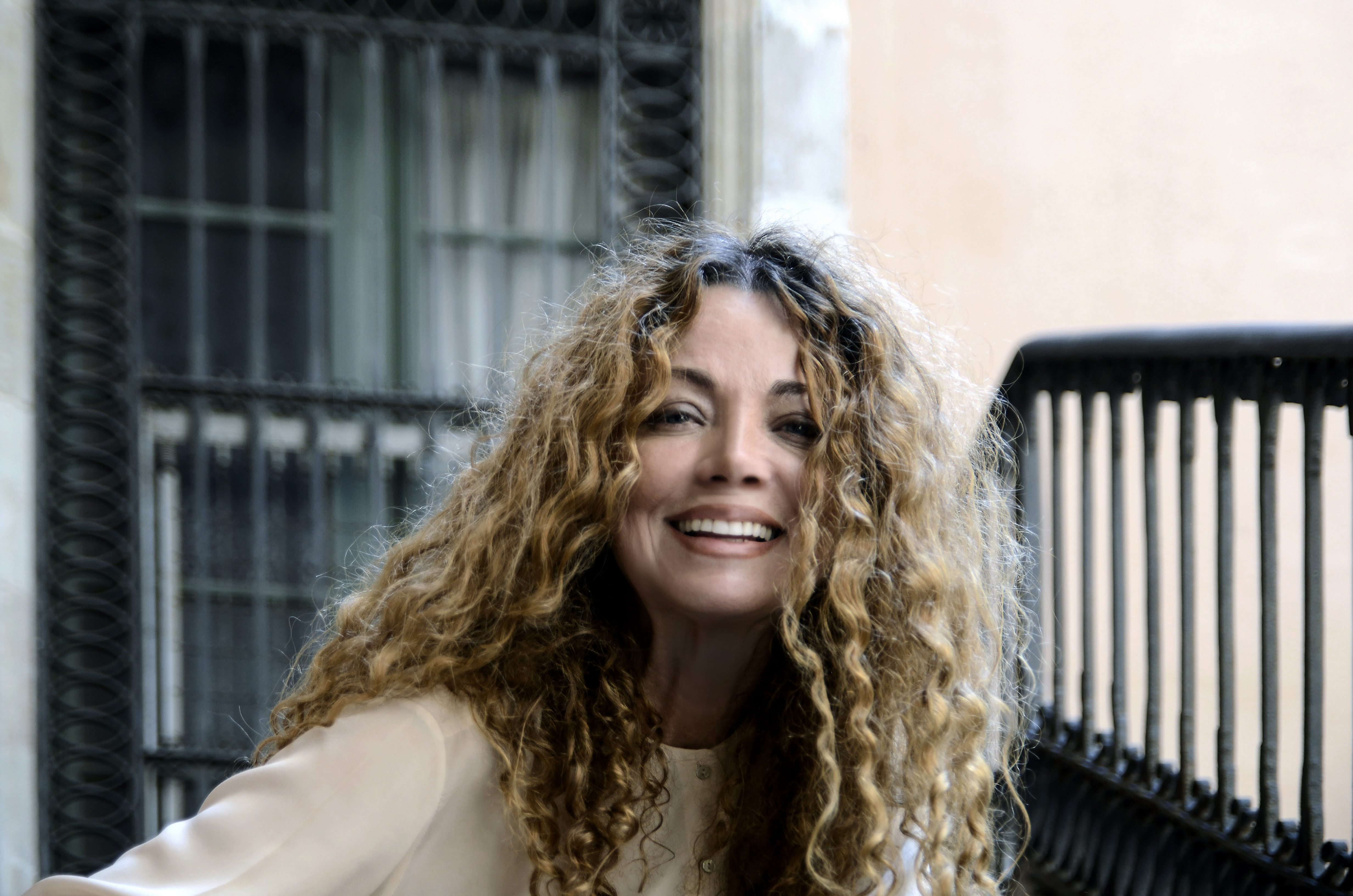
Ángela Becerra (2014, Barcelona)

Ángela Becerra Acevedo (* 17. Juli 1957 in Cali) ist eine kolumbianische Autorin, die mit dem Premio Planeta-Casa de América de narrativa („Iberoamerikanischer Planeta-Casa von Amerika-Erzählpreis“) 2009, dem Premio Azorín 2005 und vier Latin Literary Awards aus Chicago ausgezeichnet wurde. Ihre Werke wurden in 23 Sprachen übersetzt und in mehr als 50 Ländern veröffentlicht. Sie gilt als die Schöpferin des magischen Idealismus und ist einer der nach Gabriel García Márquez am meisten gelesenen spanischsprachigen Schriftsteller.
Sie studierte Werbung und Kommunikation und arbeitete in Cali und Bogotá. 1998 ging sie nach Barcelona. 20 Jahre lang war sie in der Werbewelt tätig und erhielt zahlreiche internationale Auszeichnungen. Im Jahr 2000 gab sie ihre Karriere als Publizistin auf, um sich ganz der Literatur zu widmen.

## Bibliografie
- Algún día, hoy, 2019.
- Memorias de un sinvergüenza de siete suelas, 2013.
- Ella, que todo lo tuvo, 2009.
- Lo que le falta al tiempo, 2007.
- De los amores negados, 2004.
- El penúltimo sueño, 2005.
- Alma abierta, 2001.

## Ehrungen und Preise
- 2019: Fernando-Lara-Preis für Algún día, hoy
- 2009: Premio Casa de América - Ed. Planeta
- 2005: Premio Azorín
- 2004, 2006: Latin Literary Award